# NGC 1816
NGC 1816 (другое обозначение — ESO 85-SC37) — рассеянное скопление в созвездии Золотой Рыбы, расположенное в Большом Магеллановом Облаке. Открыто Джоном Гершелем в 1837 году. Описание Дрейера: «очень тусклая, маленькая, вторая туманность в скоплении», под первой туманностью подразумевается NGC 1814. Оба этих объекта являются частью NGC 1820. Возраст скопления — менее 10 миллионов лет.
Этот объект входит в число перечисленных в оригинальной редакции «Нового общего каталога».